# Ralf Heine
Ralf Heine (* 1. September 1944 in Leipzig) war Fußballtorwart in der DDR-Oberliga, der höchsten Fußballklasse des DDR-Fußballverbandes. Dort spielte er für den Halleschen FC Chemie und die BSG Chemie Leipzig. Später war er als Fußballtrainer tätig.

## Sportliche Laufbahn
Heine begann seine fußballerische Laufbahn 1955 bei der Betriebssportgemeinschaft (BSG) Stahl Nordwest Leipzig, mit der er zuletzt in der fünftklassigen Kreisklasse Leipzig spielte. Im Zusammenhang mit seiner Wehrpflicht wechselte er 1962 zur Armeesportgemeinschaft Vorwärts Leipzig, für die er bis 1967 in der zweitklassigen DDR-Liga das Tor hütete. Im Jahr 1966 gehörte er zum Kader der DDR-Nachwuchs-Nationalmannschaft und bestritt mit ihr im September und Oktober 1966 zwei Nachwuchsländerspiele.
Nach seiner Entlassung aus dem Militärdienst wechselte Heine im Herbst 1967 zum Oberligisten Hallescher FC Chemie, der Ersatz für den zum 1. FC Lok Leipzig abgewanderten Torwart Peter Nauert benötigte. Sein erstes Oberligaspiel bestritt Heine am 14. Oktober 1967 bei der Partie Hansa Rostock – HFC (3:1). 14-mal stand er in der Saison 1967/68 im Tor der Hallenser Oberligamannschaft. In der Spielzeit 1968/69 war er mit 24 von 26 möglichen Einsätzen die Nummer eins im Tor des HFC. In der folgenden Saison kam Heine nur in den letzten drei Punktspielen der Hinrunde zum Einsatz. Die Begegnung des 13. Spieltages HFC – 1. FC Lok Leipzig (4:2) am 5. Dezember 1970 war Heines letztes Oberligaspiel für den Hallenser Klub. Seine Schwester flüchtete aus der DDR und blieb in der Bundesrepublik. Damit trat für Heine die Regelung des so genannten 1. Fußballbeschlusses von 1970 in Kraft, wonach Fußballspieler mit Verwandten in der Bundesrepublik nicht in der DDR-Oberliga spielen durften.
Heine durfte daraufhin im Tausch mit Volkhard Jany zur Saison 1971/72 zum Oberliga-Absteiger Chemie Leipzig wechseln. Er wurde sofort der Stammtorhüter der Leipziger und wurde mit seinen überragenden Leistungen zum Publikumsliebling. Mit 28 der 30 ausgetragenen Punkt- und Aufstiegsspiele hatte er großen Anteil am sofortigen Wiederaufstieg der BSG Chemie. Der für Sport zuständige 2. Sekretär der SED-Bezirksleitung Leipzig erwirkte für Heine durch eine Sondergenehmigung die Oberliga-Spielberechtigung für Chemie Leipzig in der Saison 1972/73. Heine absolvierte alle 26 Oberligapunktspiele und sorgte, erneut in Höchstform, dafür, dass Chemie Leipzig nicht nur den Klassenerhalt sicherte, sondern am Saisonende auch die wenigsten Gegentore (26) aller 14 Mannschaften aufwies. Trotzdem wurde seine Spielberechtigung nicht verlängert.
Um nicht mit der 2. Mannschaft von Chemie Leipzig in der drittklassigen Bezirksliga spielen zu müssen, wechselte Heine zu Beginn der Saison 1973/74 zum DDR-Ligisten Chemie Böhlen. Mit Böhlen wurde er zwar Staffelsieger, der Aufstieg in die Oberliga wurde aber in der Aufstiegsrunde verpasst. In der Saison 1974/75 verlor Heine seinen Stammplatz an Freimuth Bott und wurde überwiegend in der 2. Mannschaft eingesetzt. Erst als Bott 1976 Böhlen verließ, konnte sich der inzwischen 32-jährige Heine den Stammplatz im Böhlener Tor zurückerobern. 1977 gelang Chemie Böhlen im zweiten Anlauf der Aufstieg in die Oberliga, Heine hatte mit 28 Spielen dazu beigetragen.
Da seine Sperre für die Oberliga nach wie vor in Kraft war und er auch keine Spielberechtigung für die 2. Mannschaft Böhlens erhielt, nahm Heine gezwungenermaßen erneut einen Gemeinschaftswechsel vor und schloss sich im Sommer 1977 seiner früheren Gemeinschaft Stahl Nordwest Leipzig an. Dort war er bereits seit 1974 als Fußballtrainer tätig und hatte die 1. Mannschaft in der abgelaufenen Saison in die Bezirksliga geführt. Zeitweise als Spielertrainer erreichte er 1978 mit der Stahl-Mannschaft den Aufstieg in die DDR-Liga. Heine blieb bis 2004 31 Jahre Trainer bei der BSG Stahl Nordwest bzw. deren Nachfolgeverein SV Leipzig Nordwest, danach wurde er Geschäftsführer des Vereins.